# 臺南古都國際半程馬拉松
臺南古都國際半程馬拉松（Tainan Half Marathon）由臺南市政府、社團法人臺南市體育總會、臺灣港務公司共同主辦，是2007年起於中華民國臺南市舉辦的年度半程马拉松比賽。臺南古都半馬原設有馬拉松組賽事，2019年取消，為與臺南市另一特色馬拉松賽曾文水庫馬拉松做區隔。

## 賽事資訊

### 競賽項目
目前臺南古都國際半程馬拉松共分為三組：
- 半程馬拉松組：賽程長21.0975公里，限時3小時30分完賽。賽道經世界田徑總會及國際馬拉松暨路跑總會（英语：Association of International Marathons and Distance Races）丈量認證[3]。本組別限年滿17歲者報名參賽。
- 路跑組：賽程長10公里，限時2小時完賽。本組別限年滿12歲者報名參賽。
- 健康休閒組：賽程長5公里，限時50分鐘完賽。

### 大會紀錄
臺南古都國際半程馬拉松目前的大會紀錄保持者如下：
馬拉松（2019年後停辦）
- 男：2小時16分39秒
- 女：2小時43分49秒

半程馬拉松
- 男：1小時07分04秒
- 女：1小時18分05秒

路跑組
- 男：
- 女：

## 回響
臺南古都國際半程馬拉松在賽道安排、補給皆受到參賽者好評；交通管制部分，仍然傳出警民口角衝突。臺南市市長黃偉哲表示，感謝市民的包容與支持，希望能將臺南古都國際半程馬拉松打造成如波士頓馬拉松、東京馬拉松等享譽國際的城市馬拉松。